# Sommer i Tyrol (operette)
 For alternative betydninger, se Sommer i Tyrol. (Se også artikler, som begynder med Sommer i Tyrol)
Sommer i Tyrol (tysk (sprog): Im weißen Rößl) er en tysk operette skrevet af Ralph Benatzky og Robert Gilbert. Historien er hentet i et gammelt lystspil af Oskar Blumenthal og Gustav Kadelburg.
Operetten havde premiere i Großes Schauspielhaus i Berlin 8. november 1930. 
I Danmark spillede Max Hansen Leopold, og Camilla Spira spillede Josepha, i teater. Stykket blev filmatiseret i 1964.

## Personer
- Leopold Brandmeyer (Overkelner)
- Josepha Maria Gabriela Vogelhuber (Værtinde)
- Dr. Otto Siedler (Advokat)
- Julius V. Møller (Fabrikant)
- Annelise (Hans datter)
- Sigismund Sülzheimer
- Professor Hinzelmann
- Clara (Hans Datter)
- Kejser Franz Joseph 1.
- Micki (Picolo)

## Handling

### 1. akt
Det er højsæson i hotel "Den hvide Hest". Turisterne kommer, men må vente på deres regning, som Leopold kommer med i sit eget tempo (Ja, ja, ja nu kommer jeg). Leopold er blevet forelsket i sin chef, værtinden på "Den hvide Hest", Josepha, og han må fortælle om sine følelser (Det er det skønneste jeg ved). Josepha er imidlertid forelsket i Dr. Otto Siedler, en advokat fra Berlin, og hun venter ham med spænding da eftermiddagsbåden lægger til kaj (I sommersol ved "Den hvide Hest"). Siedler er ikke med båden, men det er til gengæld fabrikant Julius Møller fra København og dennes datter Annelise. De er i gang med en sag på liv og død med en konkurrerende fabrikant, der laver en underbeklædning i ét stykke med lufthuller til at knappe i ryggen, Julius laver et lignende stykke men det knappes foran. Da dr. Otto Siedler ankommer til hotellet har Leopold lejet hans værelse, værelse nummer 4 med balkon, ud til fabrikanten. Dr. Otto Siedler er Julius' konkurrent Sülzheimers advokat, og der bliver et skænderi om værelset. Det ender med, at fabrikanten må flytte i annekset. Siedler forelsker sig i Julius' datter Annelise. (Så blå, Så blå).

### 2. akt
Leopold erklærer endnu engang sin kærlighed overfor Josepha, men denne gang koster det ham jobbet på "Den hvide hest". Inden han rejser synger han sin kærlighed til hende (Rigdom har jeg ej). Under morgenmaden kommer en ny gæst til hotellet Sigismund Sülzheimer (Man kan vel ikke gøre for at man har charme). Samtidig kommer professor Hinzelmann og dennes datter Clara til hotellet. Sigismund får et godt øje til Clara, og får Josepha til at give dem et værelse til halv pris, han betaler differencen. (I salzkammergut). Under en bjergvandring møder Julius Møller, Siedler, og de lægger en plan. Annelise skal giftes med Sigismund for at få sagen ud af verden. Samtidig på den Hvide Hest får Leopold besked om at kejseren kommer til hotellet. Han skynder sig at fortælle Josepha det, og han bliver genansat. Kejseren kommer til hotellet fulgt på vej af et festtog (Højre ben og venstre ben) (Oh du mit fædreland).

### 3. akt
Josepha får kejseren til at skrive i hendes poesibog (Livet er nu engang så). Det han skriver får hende til at se på en anden måde på livet. Leopold kommer for at få josepha til at skrive i sin skudsmålsbog, da dette er gjort vil han gå, men Josepha vil ikke lade ham før han har læst hvad der står. "Opsagt på grund af indblanding i mine personlige forhold, men engageret på livstid som kro- og ægtemand". Da Leopold læser dette kalder han straks alle ud. Han spørger til de andre forlovede, og Siedler bringer Sigismund og Clare frem. Møller bliver rasende, da det jo var meningen at Annelise skulle giftes med Sigismund, hun er imidlertid blevet forlovet med Otto Siedler. Julius Møller vinder retssagen. Stykket slutter med et kys mellem de tre forelskede par.

## Sange
- I sommersol ved Den Hvide Hest (Im weißen Rößl am Wolfgangsee)
- Så blå, så blå (Die ganze Welt ist himmelblau)
- I Salzkammergut (Im Salzkammergut)
- Det er det skønneste jeg ved (Es muss was Wunderbares sein)
- Mit hjerte slår i valsetakt (Mein Liebeslied muss ein Walzer sein)
- Man kan da ikke gøre for at man har charme (Was kann der Sigismund dafür, dass er so schön ist?)
- Rigdom har jeg ej (Zuschau’n kann i net)
- Livet er nu engang så (’s ist einmal im Leben so)

### Senere sange i den Danske version
- Tyrol, Tyrol
- Højre ben og venstre ben
- Oh du mit fædreland